# 654 г. пр.н.е.

## Събития

### В Азия

#### В Асирия
- Цар на Асирия е Ашурбанипал (669/8 – 627 г. пр.н.е.).[1]
- Шамаш-шум-укин (668 – 648 г. пр.н.е.) е цар на Вавилон и управлява като подчинен на своя брат Ашурбанипал.[2]

#### В Елам
- Цар на Елам е Темпти-Хума-ин-Шушинак (Теуман) (664 – 653 г. пр.н.е.).[3]

#### В Мала Азия
- Преселници от Фокея основават колонията Лампсак.[4]

### В Африка

#### В Египет
- Псаметих (664 – 610 г. пр.н.е.) е фараон на Египет.[5][6]

#### В Куш
- Танутамун е цар на Куш (664 – 653 г. пр.н.е.).[7]

### В Европа
- През тази година за първи път се прави опит да се засели постоянно Абдера, но първата колония има неуспешна съдба поради съпротива на местните траки. Втори успешен опит е направен окoло 545 г. пр.н.е.[8]
- Картагенците основават град Ибиса на остров Ибиса.[9]